# Mónica Schlotthauer
Mónica Leticia Schlotthauer (Isidro Casanova, La Matanza, 22 de agosto de 1963) es una sindicalista ferroviaria y política argentina. Es dirigente nacional de Izquierda Socialista (IS) y de la agrupación de mujeres Isadora, espacios que integran el Frente de Izquierda y de los Trabajadores (FIT). Ha ejercido como diputada nacional en dos ocasiones, mediante el sistema de rotación parlamentaria acordado por las fuerzas del frente.

## Biografía
Nació en la localidad de Isidro Casanova, partido de La Matanza, en la provincia de Buenos Aires, el 22 de agosto de 1963.
Desde joven se vinculó con la militancia sindical en el sector ferroviario. Trabajó en la empresa Ferrocarril Sarmiento, donde participó activamente en la Unión Ferroviaria. Integró la conducción de la Lista Bordó, corriente opositora a la conducción sindical tradicional.

## Carrera política
Militante de Izquierda Socialista, Schlotthauer ha formado parte del Frente de Izquierda y de los Trabajadores desde su fundación en 2011.
En 2016 asumió por primera vez como diputada nacional en representación de la provincia de Buenos Aires, en reemplazo de Myriam Bregman, como parte del sistema de rotación parlamentaria del FIT.
En 2019, volvió a ocupar una banca en la Cámara de Diputados, nuevamente por la provincia de Buenos Aires y en el marco del acuerdo de rotación interna del frente.

## Biografía
Nació y vive en Isidro Casanova, partido de La Matanza.  
En 2005, se trasladó a Venezuela para apoyar a la Unión Nacional de Trabajadores (UNT), una joven central sindical que estaba ganando fuerza en ese entonces. Schlotthauer describe su tiempo en Venezuela como un período de gran entusiasmo político, valorando el esfuerzo del pueblo venezolano, aunque critica la gestión de los dirigentes chavistas. Regresó a Argentina debido a dificultades económicas, enfrentando serias dificultades para mantenerse.

## Trayectoria sindical
Comenzó su militancia en el Partido Socialista de los Trabajadores (PST) hacia el final de la última dictadura militar. Con el retorno de la democracia, inició su carrera sindical, como delegada en el Sanatorio Antártida durante más de diez años, hasta que fue despedida durante el gobierno de Carlos Menem. Fue delegada y parte de la dirección de ATSA (Asociación de Trabajadores de la Sanidad) en la década del ’80 en "las listas antiburocráticas".
Mónica, como delegada ferroviaria en la línea Sarmiento, ha dado una gran pelea por la construcción de la agrupación "mujer bonita es la que lucha" que lleva a cabo los pliegos reivindicativos de las luchas de las mujeres en el tren por igualdad salarial y laboral, en el que han conseguido que más mujeres entren a trabajar en diversas categorías, hasta la creación de un refugio para mujeres ferroviarias "la casa que abraza", que se encuentren en situación de desamparo por violencia de género.

### Tragedia de Once
El día del accidente, Schlotthauer estaba trabajando. Debido a la suspensión de varios servicios, había gran congestión en los trenes. En la estación Haedo, intentó abordar un tren, pero la cantidad de pasajeros lo hacía imposible. Una compañera le sugirió que pidiera al maquinista que la llevara, pero este, Marcos Córdoba, rechazó su solicitud. Córdoba, minutos después se estrellaría en la estación de Once. Schlotthauer logró tomar el siguiente tren y llegó a la estación de Once cuatro minutos después del accidente. Describió la escena como caótica, con denso humo y una atmósfera de destrucción.
Schlotthauer defiende a Córdoba, argumentando que la acusación en su contra es infundada. Señala que había más de 300 denuncias presentadas sobre el estado precario de los trenes, incluyendo un reclamo específico para soldar la ventanilla por donde Lucas Menghini Rey, una de las víctimas, fue encontrado 60 horas después del accidente.

## Carrera como diputada
En el año 2015 asumió como diputada provincial por parte de Izquierda socialista en el Frente de Izquierda, en acuerdo a la rotación de bancas. 
En marzo de 2019 asume como diputada nacional en lugar de Nathalia González Seligra. A fines de ese año termina el mandato y en enero de 2020 volvió a su trabajo en la estación Once del FFCC Sarmiento.
En junio de 2021 volvió a asumir una banca en la cámara de Diputados por la rotación de bancas del FIT Unidad y tras la renuncia de Nicolás Del Caño.
En las elecciones de 2023, se presentó como candidata a Diputada Nacional en la lista del FIT-U, ocupando el segundo lugar de la nómina.
Fue presentadora junto ATTTA del proyecto para el "Día de la Promoción de los derechos de las Personas Trans" aprobado en la cámara legisladora bonaerense.
El 8 de abril de 2025 renunció a su banca en favor de Vilma Ripoll del MST, siguiendo el acuerdo de rotación de bancas del Frente de Izquierda.

### Proyectos de ley presentados como diputada provincial
Durante su tiempo como diputada provincial presentó 26 proyectos de declaración, 12 proyectos de ley, 2 proyectos de resolución e 9 proyectos de solicitud de informes.